# San Lorenzo (Puerto Rico)
San Lorenzo es un municipio situado en el sureste de Puerto Rico. Según el censo de 2020, tiene una población de 37 693 habitantes.
Lo limitan Gurabo y Juncos por el norte; Yabucoa y Patillas por el sur; Juncos y Las Piedras por el este, y Caguas y Cayey por el oeste.

## Historia
Anteriormente San Lorenzo se llamaba San Miguel de Hato Grande y solo era una aldea compuesta por un gran territorio mayoritariamente dedicado a la ganadería.
Este territorio era parte del pueblo de Caguas y, aunque los historiadores no se ponen de acuerdo sobre su fecha de fundación, varios documentos confirman que en 1811, San Miguel de Hato Grande se convirtió en municipio independiente
Las subdivisiones del valle se denominaban hatos por estar dedicados a la ganadería. San Miguel de Hato Grande, la aldea original, se desarrolló en torno a una ermita construida en el 1737 en uno de los hatos. La construcción de la ermita ordenada por Miguel Muñoz de Oneca, dueño del hato por su matrimonio con una de las herederas de la familia Delgado. Tanto la ermita como la aldea a su alrededor llevaron su nombre en honor al santo patrón de Miguel Muñoz Oneca. De acuerdo con la leyenda, alrededor de 1812 el mártir San Lorenzo se apareció en una roca sobre el río Cayrabón, que bordea el pueblo.

## Bandera
La bandera de San Lorenzo está dividida en cuatro rectángulos de igual tamaño. El superior izquierdo y el inferior derecho son amarillos. El superior derecho y el inferior izquierdo están compuestos de franjas horizontales de igual anchura; dos amarillas y tres rojas, alternadas. Esta bandera es una estilización del escudo de armas de los Muñoz Oneca de cuyo linaje proviene el fundador de este pueblo, Valeriano, y fue adoptada oficialmente el 5 de septiembre de 1972.

## Escudo
Los esmaltes dorados y gules rojos se escogieron para el escudo de armas de San Lorenzo porque son las que llevan el blasón del linaje Muñoz, al que pertenecía Valeriano Muñoz de Oneca. La parrilla es el símbolo tradicional de San Lorenzo, diácono mártir y patrón del pueblo, porque en una parrilla sufrió martirio, asado a fuego lento, el 10 de agosto de 258. El cerro o monte representa el cerro Gregorio que domina el panorama de San Lorenzo. La cruz pomellada es uno de los atributos heráldicos de san Miguel Arcángel, cuyo nombre llevó primitivamente el pueblo.

## Etimología
De acuerdo a la leyenda, alrededor de 1812 el mártir de San Lorenzo se apareció en una roca sobre el Río Cayrabón que bordea el pueblo. Este es el suceso que da lugar a que las autoridades decidieran cambiar el nombre del pueblo a San Lorenzo. En el 1901, mediante Resolución de la Legislatura de Puerto Rico, el cambio de nombre de Hato Grande a San Lorenzo se hizo oficial.
Los historiadores no se ponen de acuerdo sobre la fecha de su fundación. Para Cayetano Coll y Toste fue para el 1811 y para Generoso González Muñoz ocurrió entre marzo de 1813 y abril de 1814. Al erigirse la ermita en la parroquia en 1812 se cambió el patronato de San Miguel a San Lorenzo.
La aldea de San Miguel de Hato Grande, hoy ciudad de San Lorenzo, puede trazarse entre los años 1811 y 1814, hasta los primeros dueños de un gran territorio, que incluía el Valle de Caguas, dedicado mayoritariamente a la ganadería. Este territorio fue donado en nombre del rey de España a Sebastián Delgado de Rivera y más tarde heredado por los descendientes de la Familia Delgado, quienes se establecieron en el Valle de Caguas y en la ciudad de ese nombre.
Las subdivisiones del Valle se denominaban “hatos” por estar dedicados a la ganadería. Así pues, San Miguel de Hato Grande, la aldea original y hoy actual ciudad de San Lorenzo, se desarrolló en torno a una primitiva ermita construida en 1737 en uno de los hatos. La construcción de esta ermita fue ordenada por Miguel Muñoz de Oneca, dueño del hato por su matrimonio con una de las herederas de la Familia Delgado. Tanto la ermita como la aldea a su alrededor llevaron su nombre en honor al santo patrón de Miguel Muñoz de Oneca.
Juan Sánchez de Cos fue su primer alcalde.

## Barrios
- Cayaguas
- Cerro Gordo
- Espino
- Florida
- Hato
- Jagual
- Quebrada
- Quebrada Arenas
- Quebrada Honda
- Quemados
- San Lorenzo Pueblo

## Educación
La educación está dividida por niveles, como el sistema educativo de los Estados Unidos. El nivel Elemental está compuesto por los grados desde parvulario hasta sexto grado.
El nivel Segunda Unidad está compuesto por los grados desde parvulario hasta noveno grado. El nivel Intermedio está compuesto por los grados desde séptimo grado hasta noveno grado. El nivel Superior está compuesto por el décimo grado hasta duodécimo grado. El nivel Todos Los Niveles está compuesto por todos los grados desde parvulario hasta duodécimo grado. El nivel Universitario que otorga los grados de Grado Asociado, Bachillerato, Maestría y Doctorado. En el nivel Post-Graduado no universitario se encuentran las instituciones creadas con el propósito de ofrecer la educación primaria, secundaria o vocacional a personas que no han podido estudiar y desean superarse. 
Las escuelas pertenecientes al sistema de Educación Pública del Municipio de San Lorenzo son:
| Escuela                              | Nivel          | Programa Escuela Abierta |
| ------------------------------------ | -------------- | ------------------------ |
| Antonio Fernos Isern                 | Superior       | Sí                       |
| Carlos Zayas                         | Segunda Unidad | Sí                       |
| Carmelo Figueroa                     | Elemental      | No                       |
| Dra. María Teresa Delgado De Marcano | Segunda Unidad | Sí                       |
| El Parque                            | Elemental      | Sí                       |
| Espino Km.12                         | Intermedio     | Sí                       |
| Eugenio María De Hostos              | Elemental      | Sí                       |
| Generoso Morales Muñoz               | Intermedio     | Sí                       |
| Jagual Adentro                       | Segunda Unidad | Sí                       |
| Jorge Rosario Del Valle              | Elemental      | Sí                       |
| José Campeche                        | Superior       | Sí                       |
| Josefa Domingo                       | Elemental      | No                       |
| Luis Muñoz Rivera                    | Elemental      | Sí                       |
| María Cruz Buitrago                  | Superior       | Sí                       |
| Quebrada Honda (Isidro Vicens)       | Segunda Unidad | No                       |
| Quemados (Francisco Ponce)           | Elemental      | Sí                       |

## Patrimonio
- Cerro La Santa
- Gallera San Carlos
- Gallera La Carmelita
- Iglesia Nuestra Señora de las Mercedes
- Puente de la Marina
- Teatro Priscila Flores
- La Playita del nueve
- Río Playita
- Cerro Gregorio

## Fiestas
- Trulla de Reyes - enero
- Cabalgata Moncho Roldán - enero
- Fiestas de la Candelaria - Febrero
- Festival de la Chiringa - marzo
- Fiestas de Cruz - mayo
- Fiestas Patronales Virgen de las Mercedes- septiembre
- Festival de Bordado y Tejido - septiembre
- Festival de la Parcha - noviembre

## Personalidades destacadas
- Antonio Fernós Isern (1895-1974), médico, excomisionado residente de PR y miembro de la Asamblea Constituyente
- Chayanne (1968), cantante y compositor puertorriqueño